# Дикий Михайло Прокопович
Миха́йло Проко́пович Ди́кий (нар. 12 серпня 1917 — пом. 30 березня 1967) — радянський військовий льотчик часів Другої світової війни, начальник повітряно-стрілецької служби 236-ї винищувальної авіаційної дивізії (5-а повітряна армія, Закавказький фронт), капітан. Герой Радянського Союзу (1943).

## Життєпис
Народився 12 серпня 1917 року в селі Великій Андрусівці Стецівської волості Олександрійського повіту Херсонської губернії (нині — Світловодський район Кіровоградської області) в селянській родині. Українець. Закінчив семирічку і 3 курси Дніпродзержинського металургійного технікуму.
До лав РСЧА призваний у 1935 році. У 1937 році закінчив 11-у Ворошиловградську військову авіаційну школу пілотів імені Пролетаріату Донбасу. Проходив військову службу в крейсерській авіаційній ескадрильї ВПС Чорноморського флоту. З 1 січня по 13 березня 1940 року брав участь у радянсько-фінській війні, нагороджений орденом Червоного Прапора. По закінченні війни продовжив службу в частинах винищувальної авіації ППО Кавказького узбережжя.
Учасник німецько-радянської війни з 1 лютого 1942 року. Воював на Кримському, Кавказькому, Північно-Кавказькому, Південному, четвертому, третьому і першому Українських фронтах. Член ВКП(б) з 1942 року. 5 жовтня 1943 року в повітряному бою отримав важке поранення в голову.
З 1 лютого по 5 травня 1942 року воював на посаді командира авіаційної ескадрильї 133-го винищувального авіаційного полку на Кримському фронті. Здійснив 100 бойових вильотів, у 50 повітряних боях збив 3 літаки супротивника.
З 10 травня по 15 вересня 1942 року командував ескадрильєю винищувачів І-153 931-го винищувального авіаційного полку, що входив до складу Новоросійського оборонного району. Здійснив 11 бойових вильотів, у тому числі до 40 — на розвідку й понад 20 — на штурмовку ворожих військ. В повітряних боях збив особисто 1 і в складі групи 3 літаки супротивника.
З 21 вересня 1942 року призначений командиром штрафної ескадрильї при 236-й винищувальній авіаційній дивізії. На цій посаді здійснив 39 бойових вильотів, з них 29 — на штурмовку ворожих військ. Після розформування штрафної ескадрильї був призначений на посаду начальника повітряно-стрілецької служби цієї ж дивізії. Капітан М. П. Дикий, як майстер штурмового удару, в більшості вильотів був ведучим групи. В умовах протидії зенітної артилерії супротивника бомбовим і кулеметних вогнем знищив до 4 танків, 19 автомашин, 5 гармат на вогневих позиціях, до 180 солдатів і офіцерів, до 55 вершників кавалерії під час походу, 4 тягачі з гарматами та іншу бойову техніку ворога.
За період з травня по 1 жовтня 1943 року майор М. П. Дикий здійснив 21 бойовий виліт на винищувачеві Як-1, з них: на супроводження штурмовиків Іл-2 — 10, на прикриття наземних військ — 6, на перехоплення ворога — 2. У 12 повітряних боях збив 4 літаки супротивника.
За період з травня по серпень 1944 року здійснив 35 бойових вильотів, провів 4 повітряних бої, в яких збив 3 літаки супротивника.
Всього за роки війни здійснив до 367 бойових вильотів, провів близько 100 повітряних боїв, у яких збив 18 літаків супротивника.
По закінченні війни продовжував військову службу в частинах ВПС СРСР. У 1955 році закінчив курси удосконалення офіцерського складу при Військово-повітряній академії. У 1958 році льотчик 1-го класу полковник М. П. Дикий вийшов у запас.
Мешкав у Вінниці, де й помер 30 березня 1967 року.

## Нагороди
Указом Президії Верховної Ради СРСР від 1 травня 1943 року за зразкове виконання бойових завдань командування на фронті боротьби з німецькими загарбниками та виявлені при цьому відвагу і героїзм, капітанові Дикому Михайлу Прокоповичу присвоєне звання Героя Радянського Союзу з врученням ордена Леніна і медалі «Золота Зірка» (№ 909).
Також був нагороджений двома орденами Червоного Прапора (04.1940, 08.07.1942), орденами Олександра Невського (20.09.1944), Вітчизняної війни 1-го ступеня (17.10.1943), Червоної Зірки і медалями.